# Stockholm, Pennsylvania
Stockholm, Pennsylvania è un film del 2015 diretto da Nicole Beckwith.

## Trama
Leanne Dargon viene rapita all'età di 4 anni da Ben McKay, che la confina nella sua cantina e la ribattezza Leia. Dopo 17 anni riesce a riunirsi ai suoi genitori, Marcy e Glen Dargon. Soffrendo della sindrome di Stoccolma, Leia vede Ben come il suo vero padre e come due estranei i suoi genitori biologici.

## Distribuzione
La pellicola è stata presentata in anteprima al Sundance Film Festival 2015. È stata trasmessa sulla rete televisiva Lifetime il 2 maggio 2015.

## Accoglienza

### Critica
Sull'aggregatore Rotten Tomatoes il film riceve il 27% delle recensioni professionali positive con un voto medio di 4,6 su 10 basato su 11 critiche. Su Metacritic riporta un punteggio di 47 su 100 basato su 5 critiche.

## Riconoscimenti
- 2016 - Satellite Award[5]
  - Miglior film per la televisione
  - Candidatura per la miglior attrice in una miniserie o film per la televisione a Cynthia Nixon